# Roland Pourtier
Roland Pourtier, né le 13 mai 1940, est un géographe français.
Ancien élève de l'École normale supérieure de Saint-Cloud, il est actuellement professeur émérite à l'université Paris-I Panthéon-Sorbonne. Il est membre de l'UMR Prodig (CNRS, universités de Paris-I, Paris-IV et Paris-VII) dont il a exercé la vice-présidence entre 1998 et 2004.
Il est également consultant auprès de l'Initiative pour l'Afrique Centrale (INICA) à l'OCDE, président de l'Association des géographes français (AGF) depuis 2002, membre des comités de rédaction des Annales de géographie, du Bulletin de l'Association des géographes français, des revues Afrique contemporaine et Géographie et cultures.

## Parcours professionnel

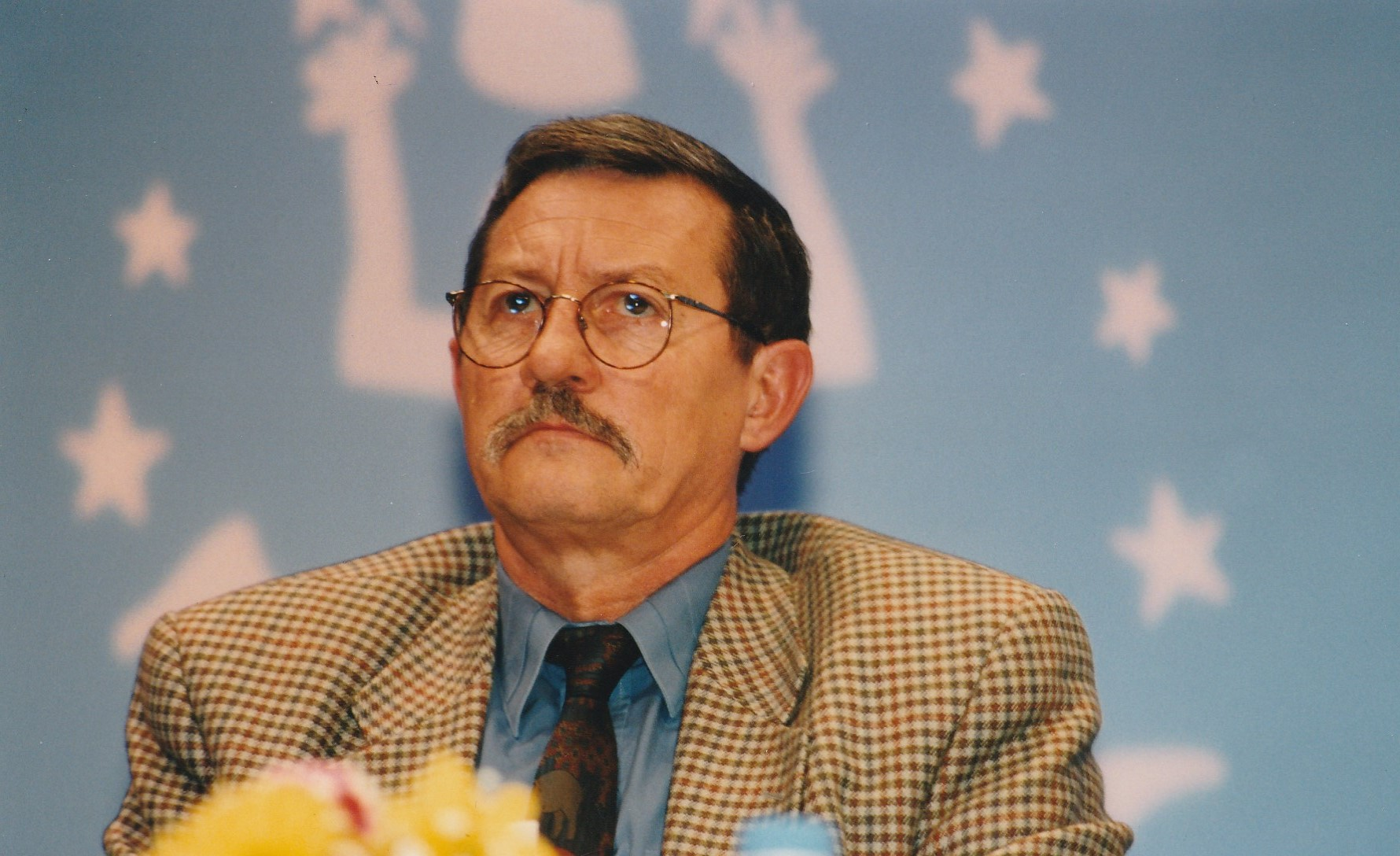
Roland Pourtier au Festival international de géographie en 1996.

Ancien élève de l'École normale supérieure, agrégé en 1964, il a soutenu sa thèse de doctorat de troisième cycle en 1969 sur Les régions littorales du Cambodge sous la direction de Pierre Gourou. Il a soutenu son doctorat d'état ès Lettres et Sciences humaines en 1984 sur Le Gabon, organisation de l'espace et formation de l'État.
Il a été maître-assistant à l’Université nationale du Gabon et directeur du département de géographie entre 1970 et 1975, puis chargé de séminaires de management interculturel pour Elf-Gabon entre 1991 et 1995.
Jusqu'en 2008, il a enseigné la géographie tropicale, la géographie de l'Afrique et la géographie du développement à l'Institut de géographie de Paris et à l'Institut français de géopolitique. Ses recherches portent principalement sur l’Afrique centrale, le bassin du Congo, la région des Grands Lacs et sur les questions d'instabilité politique, de violence, de crises et de mutations en cours dans ces espaces.
Autres fonctions académiques :
- Ancien Président du Centre population et développement (INED- IRD-Université Paris 5)
- Ancien membre du Laboratoire de sociologie et géographie africaine du Centre d'études africaines et du Centre de recherches africaines entre 1980 et 2000.
- Ancien directeur du DEA Mondes tropicaux (Universités de Paris 1 et Paris 4).
- Il devient membre titulaire 1e section de l'Académie des sciences d'outre-mer le 5 mai 2010

## Publications principales
- Le Gabon. Tome 1 : Espace, histoire, société, L'Harmattan, Paris, 1989
- Le Gabon. Tome 2 : État et développement, L'Harmattan, Paris, 1989
- Atlas de la zone franc en Afrique subsaharienne, La Documentation française, Paris, 1995
- Villes africaines, La Documentation photographique, 2000
- Politiques et dynamiques territoriales dans les pays du Sud, Publications de la Sorbonne, 2000 (avec Jean-Louis Chaléard)
- Afriques noires, Hachette Supérieur, Paris, 2001 (2e édition revue et augmentée, 2010)
- Congo, un fleuve à la puissance contrariée, Paris, CNRS Éditions, 2021, 272 p. (ISBN 978-2-271-12249-0)

- Ouvrage récompensé du prix Jean-Sainteny de l’Académie des sciences morales et politiques